# Liste des dirigeants des dépendances et territoires à souveraineté spéciale
Cette page dresse la liste des dirigeants des dépendances et territoires à souveraineté spéciale.

## Dirigeants des dépendances et territoires à souveraineté spéciale
| Dépendance ou territoire                       | Statut                                                | Nom                        | Depuis (le)        |
| ---------------------------------------------- | ----------------------------------------------------- | -------------------------- | ------------------ |
| Akrotiri-et-Dhekelia (Royaume-Uni)             | Administrateur                                        | Peter Squires              | 1 septembre 2022   |
| Åland (Finlande)                               | Gouverneur                                            | Marine Holm-Johansson      | 3 Avril 2023       |
| Åland (Finlande)                               | Première ministre                                     | Katrin Sjögren             | 25 novembre 2023   |
| Anguilla (Royaume-Uni)                         | Gouverneure                                           | Julia Crouch               | 10 mai 2023        |
| Anguilla (Royaume-Uni)                         | Première ministre                                     | Cora Richardson-Hodge      | 27 février 2025    |
| Aruba (Pays-Bas)                               | Gouverneur                                            | Alfonso Boekhoudt          | 1er janvier 2017   |
| Aruba (Pays-Bas)                               | Ministre-président                                    | Mike Eman                  | 28 mars 2025       |
| Îles Ashmore-et-Cartier (Australie)            | Administrateur                                        | Kristy McBain              | 1er juin 2022      |
| Île Baker (États-Unis)                         | Administrateur                                        | Stephen D Guertin          | 20 janvier 2025    |
| Bermudes (Royaume-Uni)                         | Gouverneure                                           | Andrew Murdoch             | 23 janvier 2025    |
| Bermudes (Royaume-Uni)                         | Premier ministre                                      | David Burt                 | 19 juillet 2017    |
| Bonaire (Pays-Bas)                             | Administrateur                                        | John Soliano               | 1er august 2024    |
| Bonaire (Pays-Bas)                             | Président du Comité central                           | Robbie Beukenboom          | 2011               |
| Île Bouvet (Norvège)                           | Administrateur                                        | Øystein Mortensen          | 2 octobre 2015     |
| Île Bouvet (Norvège)                           | Directeur de l’IP                                     | Ole Arve Misund            | 1er septembre 2017 |
| Îles Caïmans (Royaume-Uni)                     | Gouverneure                                           | Jane Owen                  | 21 avril 2023      |
| Îles Caïmans (Royaume-Uni)                     | Première ministre                                     | Juliana O'Connor-Connolly  | 15 novembre 2023   |
| Île Christmas (Australie)                      | Administrateur                                        | Farzian Zainal             | 26 Mai 2023        |
| Île Christmas (Australie)                      | Président du comté de l’île Christmas                 | Gordon Thomson             | 21 octobre 2013    |
| Île de Clipperton (France)                     | Administrateur                                        | Philippe Vigier            | 20 juillet 2023    |
| Île de Clipperton (France)                     | Commissaire                                           | Éric Spitz                 | 26 septembre 2022  |
| Îles Cocos (Australie)                         | Administrateur                                        | Farzian Zainal             | 26 Mai 2023        |
| Îles Cocos (Australie)                         | Président du Conseil de comté                         | Aindil Minkom              | 23 octobre 2019    |
| Îles Cook (Nouvelle-Zélande)                   | Représentant du roi                                   | Tom John Marsters          | 27 juillet 2013    |
| Îles Cook (Nouvelle-Zélande)                   | Haut commissaire                                      | Catherine Graham           | 22 avril 2024      |
| Îles Cook (Nouvelle-Zélande)                   | Premier ministre                                      | Mark Brown                 | 30 septembre 2020  |
| Îles de la mer de Corail (Austr.)              | Administrateur                                        | Kristy McBain              | 1er juin 2022      |
| Curaçao (Pays-Bas)                             | Gouverneure                                           | Lucille George-Wout        | 4 novembre 2013    |
| Curaçao (Pays-Bas)                             | Premier ministre                                      | Gilmar Pisas               | 14 juin 2021       |
| Îles Féroé (Danemark)                          | Haut commissaire                                      | Lene Moyell Johanesen      | 15 mai 2017        |
| Îles Féroé (Danemark)                          | Premier ministre                                      | Aksel V. Johannesen        | 22 décembre 2022   |
| Géorgie du Sud et îles Sandwich du Sud (R.-U.) | Commissaire                                           | Alison Blake               | 23 juillet 2022    |
| Géorgie du Sud et îles Sandwich du Sud (R.-U.) | Senior Executive Officer                              | Merrick Baker Bates        | Juin 2021          |
| Géorgie du Sud et îles Sandwich du Sud (R.-U.) | Magistrate                                            | Sarah Elizabeth Clark      | 27 octobre 2021    |
| Gibraltar (Royaume-Uni)                        | Gouverneur                                            | David Steel                | 11 juin 2020       |
| Gibraltar (Royaume-Uni)                        | Ministre en chef                                      | Fabian Picardo             | 9 décembre 2011    |
| Groenland (Danemark)                           | Haut commissaire                                      | Julie Wilche               | 1er mai 2022       |
| Groenland (Danemark)                           | Premier ministre                                      | Jens Frederik Nielsen      | 28 mars 2025       |
| Guam (États-Unis)                              | Gouverneure                                           | Lou Leon Guerrero          | 7 janvier 2019     |
| Guernesey (Couronne britannique)               | Duc de Normandie                                      | Charles III                | 8 septembre 2022   |
| Guernesey (Couronne britannique)               | Lieutenant-gouverneur                                 | Richard Cripwell           | 15 février 2022    |
| Guernesey (Couronne britannique)               | Bailli                                                | Richard McMahon            | 9 mai 2020         |
| Guernesey (Couronne britannique)               | Président du comité de la politique et des ressources | Lyndon Trott               | 13 décembre 2023   |
| Îles Heard-et-MacDonald (Australie)            | Administrateur                                        | Kim Ellis                  | 6 avril 2019       |
| Hong Kong (Chine)                              | Chef de l’exécutif                                    | John Lee Ka-chiu           | 1er juillet 2022   |
| Île Howland (États-Unis)                       | Administrateur                                        | Stephen D Guertin          | 20 janvier 2025    |
| Île Jan Mayen (Norvège)                        | Administrateur                                        | Tom Cato Karlsen           | 2 janvier 2019     |
| Île Jarvis (États-Unis)                        | Administrateur                                        | Stephen D Guertin          | 20 janvier 2025    |
| Jersey (Couronne britannique)                  | Duc de Normandie                                      | Charles III                | 8 septembre 2022   |
| Jersey (Couronne britannique)                  | Lieutenant-gouverneur                                 | Jerry Kyd                  | 8 octobre 2022     |
| Jersey (Couronne britannique)                  | Bailli                                                | Tim Le Cocq                | 12 octobre 2019    |
| Jersey (Couronne britannique)                  | Ministre en chef                                      | Lyndon Farnham             | 30 Janvier 2024    |
| Atoll Johnston (États-Unis)                    | Administrateur,                                       | Stephen D Guertin          | 20 janvier 2025    |
| Récif Kingman (États-Unis)                     | Administrateur                                        | Stephen D Guertin          | 20 janvier 2025    |
| Macao (Chine)                                  | Chef de l'exécutif                                    | Sam Hou Fai (en)           | 20 décembre 2024   |
| Malouines (Royaume-Uni)                        | Gouverneure                                           | Alison Blake               | 23 juillet 2022    |
| Malouines (Royaume-Uni)                        | Chef de l’exécutif                                    | Andrea Patrica Clausen     | 1 avril 2025       |
| Île de Man (Couronne britannique)              | Lord de Man                                           | Charles III                | 8 septembre 2022   |
| Île de Man (Couronne britannique)              | Lieutenant-gouverneur                                 | Sir John Lorimer           | 29 septembre 2021  |
| Île de Man (Couronne britannique)              | Ministre en chef                                      | Alfred Cannan              | 12 octobre 2021    |
| Îles Mariannes du Nord (États-Unis)            | Gouverneur                                            | Arnold Palacios            | 9 janvier 2023     |
| Îles Midway (États-Unis)                       | Administrateur                                        | Stephen D Guertin          | 20 janvier 2025    |
| Montserrat (Royaume-Uni)                       | Gouverneur                                            | Harriet V Cross            | 23 avril 2025      |
| Montserrat (Royaume-Uni)                       | Premier ministre                                      | Reuben Meade               | 25 Octobre 2024    |
| Île de la Navasse (États-Unis)                 | Administrateur                                        | Stephen D Guertin          | 20 janvier 2025    |
| Niue (Nouvelle-Zélande)                        | Haut commissaire                                      | Mark Gibb                  | 5 mars 2024        |
| Niue (Nouvelle-Zélande)                        | Premier ministre                                      | Dalton Tagelagi            | 10 juin 2020       |
| Île Norfolk (Australie)                        | Administrateur                                        | Eric Hutchinson            | 1er avril 2017     |
| Île Norfolk (Australie)                        | Administrateur du Conseil régional                    | Michael Colreavy           | 5 février 2021     |
| Nouvelle-Calédonie (France)                    | Haut commissaire                                      | Jacques Billant            | 9 avril 2025       |
| Nouvelle-Calédonie (France)                    | Président du gouvernement                             | Alcide Ponga               | 7 juillet 2021     |
| Atoll Palmyra (États-Unis)                     | Administrateur,                                       | Stephen D Guertin          | 20 janvier 2025    |
| Atoll Palmyra (États-Unis)                     | Gestionnaire                                          | Chad Wiggins               | 4 juin 2019        |
| Île Pierre Ier (Norvège)                       | Administrateur                                        | Øystein Mortensen          | 2 octobre 2015     |
| Île Pierre Ier (Norvège)                       | Directeur de l’IP                                     | Ole Arve Misund            | 1er septembre 2017 |
| Îles Pitcairn (Royaume-Uni)                    | Gouverneur                                            | Iona Thomas                | 3 août 2022        |
| Îles Pitcairn (Royaume-Uni)                    | Maire                                                 | Simon Young                | 1er janvier 2023   |
| Polynésie française                            | Haut commissaire                                      | Éric Spitz                 | 26 septembre 2022  |
| Polynésie française                            | Président de la Polynésie française                   | Moetai Brotherson          | 12 mai 2023        |
| Porto Rico (États-Unis)                        | Gouverneur                                            | Pedro Pierluisi            | 2 janvier 2021     |
| Dépendance de Ross (Nouvelle-Zélande)          | Gouverneur                                            | Cindy Kiro                 | 21 octobre 2021    |
| Dépendance de Ross (Nouvelle-Zélande)          | Administrateur                                        | Sarah Williamson           | Juin 2019          |
| Saba (Pays-Bas)                                | Administrateur                                        | Jonathan G. A. Johnson     | 2 juillet 2008     |
| Saba (Pays-Bas)                                | Président du Comité central                           | Rolando Wilson             | 2011               |
| Saint-Barthélemy (France)                      | Représentant de l’État                                | Cyrille Le Vély            | 10 février 2025    |
| Saint-Barthélemy (France)                      | Préfet délégué                                        | Aliénor Barbe-Guillaume    | 12 decembre 2024   |
| Saint-Barthélemy (France)                      | Président du conseil territorial                      | Xavier Lédée               | 3 avril 2022       |
| Sainte-Hélène (Royaume-Uni)                    | Gouverneur                                            | Nigel Phillips             | 13 août 2022       |
| Sainte-Hélène (Royaume-Uni)                    | Ministre en chef                                      | Julie Thomas               | 25 octobre 2021    |
| Saint-Eustache (Pays-Bas)                      | Commissaire du gouvernement                           | Alida Francis              | 18 avril 2021      |
| Saint-Martin (France)                          | Représentant de l’État                                | Cyrille le Vély            | 10 février 2025    |
| Saint-Martin (France)                          | Préfet délégué                                        | Aliénor Barbe-Guillaume    | 12 decembre 2024   |
| Saint-Martin (France)                          | Président du conseil territorial                      | Louis Mussington           | 3 avril 2022       |
| Saint-Martin (Royaume des Pays-Bas)            | Gouverneur                                            | Ajamu Baly                 | 10 octobre 2022    |
| Saint-Martin (Royaume des Pays-Bas)            | Première ministre                                     | Luc Mercelina              | 3 mai 2024         |
| Saint-Pierre-et-Miquelon (France               | Préfet                                                | Bruno André                | 21 aout 2023       |
| Saint-Pierre-et-Miquelon (France               | Président du conseil territorial                      | Bernard Briand             | 13 octobre 2020    |
| Samoa américaines (États-Unis)                 | Gouverneur                                            | Lemanu Peleti Mauga        | 3 janvier 2021     |
| Svalbard (Norvège)                             | Gouverneur                                            | Lars Fause                 | 24 juin 2021       |
| Terres australes et antarctiques françaises    | Administrateur supérieur                              | Florence Jeanblanc-Risler  | 5 octobre 2022     |
| Terre de la Reine-Maud (Norvège)               | Administrateur                                        | Øystein Mortensen          | 2 octobre 2015     |
| Terre de la Reine-Maud (Norvège)               | Directeur de l’IP                                     | Ole Arve Misund            | 1er septembre 2017 |
| Territoire antarctique australien              | Administrateur                                        | Kim Ellis                  | 6 avril 2019       |
| Territoire antarctique britannique             | Commissaire                                           | Paul Candler               | 1er juillet 2021   |
| Territoire antarctique britannique             | Administrateur                                        | Stuart Doubleday           | 2016               |
| Territoire britannique de l'océan Indien       | Commissaire                                           | Nishi Dholakia             | August 2024        |
| Territoire britannique de l'océan Indien       | Administrateur                                        | Robert Fairweather         | 6 Juin 2024        |
| Tokelau (Nouvelle-Zélande)                     | Administrateur                                        | Don Higgins                | Mai 2022           |
| Tokelau (Nouvelle-Zélande)                     | Ulu-o-Tokelau                                         | Kelihiano Kalolo           | 8 mars 2021        |
| Îles Turques-et-Caïques (Royaume-Uni)          | Gouverneure                                           | Dileeni Daniel-Selvaratnam | 29 juin 2023       |
| Îles Turques-et-Caïques (Royaume-Uni)          | Premier ministre                                      | Washington Misick          | 20 février 2021    |
| Îles Vierges des États-Unis                    | Gouverneur                                            | Albert Bryan               | 7 janvier 2019     |
| Îles Vierges britanniques                      | Gouverneur                                            | Daniel Pruce               | 29 Janvier 2024    |
| Îles Vierges britanniques                      | Premier ministre                                      | Natalio Wheatley           | 5 mai 2022         |
| Wake (États-Unis)                              | Administrateur                                        | Keone Nakoa (intérim)      | 14 septembre 2021  |
| Wake (États-Unis)                              | Gouverneur                                            | Peter Beshar               | 18 mars 2022       |
| Wallis-et-Futuna (France)                      | Administrateur supérieur                              | Blaise Gourtay             | 13 juillet 2023    |
| Wallis-et-Futuna (France)                      | Président de l’Assemblée territoriale                 | Munipoese Muli'aka'aka     | 25 mars 2022       |

## Dirigeants des régions autonomes
| Région                                                         | Statut                                   | Nom                                    | Depuis (le)       |
| -------------------------------------------------------------- | ---------------------------------------- | -------------------------------------- | ----------------- |
| Açores (Portugal)                                              | Représentant de la République            | Pedro Catarino                         | 11 avril 2011     |
| Açores (Portugal)                                              | Président du Gouvernement                | José Manuel Bolieiro                   | 24 novembre 2020  |
| Adjarie (Géorgie)                                              | Président du Conseil suprême             | Davit Gabaidze                         | 28 novembre 2016  |
| Adjarie (Géorgie)                                              | Premier ministre                         | Tornike Rizhvadze                      | 21 juillet 2018   |
| Athos (Grèce)                                                  | Chef spirituel                           | Bartholomée Ier                        | 22 octobre 1991   |
| Athos (Grèce)                                                  | Gouverneur civil                         | Athanásios Martínos                    | 8 octobre 2019    |
| Athos (Grèce)                                                  | Protos                                   | géron Georgios (Monastère de Vatopedi) | 14 juin 2021      |
| Azad-Cachemire (Pakistan)                                      | Président                                | Sultan Mahmood Chaudhry                | 25 août 2021      |
| Azad-Cachemire (Pakistan)                                      | Premier ministre                         | Chaudhry Anwarul Haq                   | 20 avril 2023     |
| Région autonome Bangsamoro en Mindanao musulmane (Philippines) | Gouverneur                               | Khalifa Usman Nando                    | 30 mars 2019      |
| Région autonome Bangsamoro en Mindanao musulmane (Philippines) | Ministre chef                            | Murad Ebrahim                          | 23 février 2019   |
| Bougainville (Papouasie-Nouvelle-Guinée)                       | Président du Gouvernement autonome       | Ishmael Toroama                        | 25 septembre 2020 |
| Côte-Caraïbe-Nord (Nicaragua)                                  | Gouverneur                               | Carlos José Alemán Cunningham          | 4 mai 2014        |
| Côte-Caraïbe-Sud (Nicaragua)                                   | Gouverneur                               | Rubén López Espinoza                   | 1er décembre 2016 |
| Écosse (Royaume-Uni)                                           | Secrétaire d'État pour l'Écosse          | Alister Jack                           | 25 juillet 2019   |
| Écosse (Royaume-Uni)                                           | Premier ministre                         | Humza Yousaf                           | 29 mars 2023      |
| Frioul-Vénétie Julienne (Italie)                               | Présidente de la région                  | Massimiliano Fedriga                   | 3 mai 2018        |
| Gagaouzie (Moldavie)                                           | Gouverneur                               | Evghenia Guțul                         | 19 juillet 2023   |
| Galles (Royaume-Uni)                                           | Secrétaire d'État pour le Pays de Galles | David T. C. Davies                     | 25 octobre 2022   |
| Galles (Royaume-Uni)                                           | Premier ministre                         | Eluned Baroness Morgan of Ely          | 24 Juillet 2024   |
| Guangxi (Chine)                                                | Secrétaire du PC                         | Liu Ning                               | 19 octobre 2021   |
| Guangxi (Chine)                                                | Président du gouvernement                | Lan Tianli                             | 19 octobre 2020   |
| Haut-Badakhchan (Tadjikistan)                                  | Président du comité exécutif             | Alisher Khudoyberdi                    | 5 novembre 2021   |
| Irlande du Nord (Royaume-Uni)                                  | Secrétaire d’État pour l’Irlande du Nord | Chris Heaton-Harris                    | 6 septembre 2022  |
| Irlande du Nord (Royaume-Uni)                                  | Premier ministre                         | poste vacant                           | 3 février 2022    |
| Irlande du Nord (Royaume-Uni)                                  | Vice-Premier ministre                    | poste vacant                           | 3 février 2022    |
| Karakalpakstan (Ouzbékistan)                                   | Président de l’Assemblée législative     | Murad Kamalov                          | 2 octobre 2020    |
| Karakalpakstan (Ouzbékistan)                                   | Président du Conseil des ministres       | Kakhraman Sariyev                      | 14 octobre 2016   |
| Kurdistan (Irak)                                               | Président de la Région autonome          | Netchirvan Barzani                     | 10 juin 2019      |
| Kurdistan (Irak)                                               | Premier ministre                         | Masrour Barzani                        | 10 juillet 2019   |
| Île Lord Howe (Australie)                                      | Président du Conseil de Lord Howe Island | Atticus Fleming                        | 1er janvier 2021  |
| Jeju (Corée du Sud)                                            | Gouverneur                               | Oh Young-hun                           | 1er juillet 2022  |
| Madère (Portugal)                                              | Représentant de la République            | Irineu Cabral Barreto                  | 11 avril 2011     |
| Madère (Portugal)                                              | Président du Gouvernement                | Miguel Albuquerque                     | 20 avril 2015     |
| Mongolie-Intérieure (Chine)                                    | Secrétaire du PC                         | Sun Shaocheng                          | 30 avril 2022     |
| Mongolie-Intérieure (Chine)                                    | Président du gouvernement                | Wang Lixia                             | 5 août 2021       |
| Nakhitchevan (Azerbaïdjan)                                     | Président du Parlement                   | Fuad Nəcəfli                           | 22 décembre 2022  |
| Nakhitchevan (Azerbaïdjan)                                     | Président du Conseil des ministres       | Alovsat Gazanfar ogly Bakhshiev        | 2000              |
| Niévès (Saint-Christophe-et-Niévès)                            | Vice-gouverneur général                  | Hyleta Liburd                          | 31 août 2018      |
| Niévès (Saint-Christophe-et-Niévès)                            | Premier ministre                         | Mark Brantley                          | 19 décembre 2017  |
| Ningxia (Chine)                                                | Secrétaire du PC                         | Liang Yanshun                          | 28 mars 2022      |
| Ningxia (Chine)                                                | Présidente du gouvernement               | Zhang Yupu                             | mai 2022          |
| Principe (Sao Tomé-et-Principe)                                | Président du Gouvernement régional       | Filipe Nascimento                      | 18 août 2020      |
| Rodrigues (Maurice)                                            | Commissaire en chef                      | Johnson Roussety                       | 5 mars 2022       |
| Rodrigues (Maurice)                                            | Chef de l’exécutif                       | Jean-Claude Pierre-Louis               | 21 mars 2022      |
| Sardaigne (Italie)                                             | Président de la région                   | Christian Solinas                      | 20 mars 2019      |
| Sicile (Italie)                                                | Président de la région                   | Renato Schifani                        | 14 octobre 2022   |
| Tibet (Chine)                                                  | Secrétaire du PC                         | Wang Junzheng                          | 19 octobre 2021   |
| Tibet (Chine)                                                  | Président du gouvernement                | Yan Jinhai                             | 8 octobre 2021    |
| Îles du détroit de Torrès (Australie)                          | Président de l’autorité régionale (TSRA) | Pedro Stephen Napau                    | Octobre 2016      |
| Tobago (Trinité-et-Tobago)                                     | Secrétaire en chef de l’Assemblée        | Farley Chavez Augustine                | 9 décembre 2021   |
| Trentin-Haut-Adige (Italie)                                    | Président de la région                   | Arno Kompatscher                       | 15 juin 2016      |
| Vallée d'Aoste (Italie)                                        | Président de la région                   | Renzo Testolin                         | 2 mars 2023       |
| Voïvodine (Serbie)                                             | Président de l’Assemblée                 | Momo Čolaković                         | 6 novembre 2023   |
| Voïvodine (Serbie)                                             | Président du gouvernement                | Igor Mirović                           | 20 juin 2016      |
| Xinjiang (Chine)                                               | Secrétaire du PC                         | Ma Xingrui                             | 25 décembre 2021  |
| Xinjiang (Chine)                                               | Gouverneur                               | Erkin Tuniyaz                          | 27 janvier 2022   |
| Zanzibar (Tanzanie)                                            | Président                                | Hussein Mwinyi                         | 3 novembre 2020   |